# Vitão
Víctor Carvalho Ferreira (São Paulo, 18 de agosto de 1999), más conocido como Vitão, es un compositor, trapper y cantautor brasileño.

## Biografía
Terminó su carrera musical en 2016, produciendo covers, llamando la atención de su futuro sello, Head Media. En marzo de 2019, lanzó su primer EP del mismo nombre y, pronto, fue invitado a participar de una canción con Projota, "Sei Lá", un disco diamante certificado por Pro-Música Brasil para la venta de 300.000 unidades en Brasil. El 17 de enero de 2020, lanzó su segundo EP de estudio "Ouro".